# Vazební věznice Brno
Vazební věznice v Brně-Bohunicích byla postavena roku 1956, je profilována zejména jako vazební věznice a zajišťuje výkon vazby obviněných mužů i žen. V rámci výkonu vazby bylo zřízeno oddělení se zmírněným režimem a oddělení vazby pro mladistvé obviněné. Celková ubytovací kapacita činí 569 míst, z toho je pro výkon vazby určeno 167 míst a pro výkon trestu 242. Dále je zde detenční ústav s kapacitou 47 chovanců a zdravotnické zařízení MS ČR s kapacitou 113 lůžek.
Trest odnětí svobody zde vykonávají odsouzení se zařazením do věznice s ostrahou ve středním a vysokém stupni zabezpečení a všichni jsou zaměstnáni v režii věznice s kapacitou 93 míst, práce je realizována na vnitřních i vnějších pracovištích. Vedle těchto trvale umístěných vězňů se sem rovněž umisťují vězni na přechodnou dobu (nástupy do výkonu trestu, eskorty k jiným soudům apod.). Ve Vazební věznici Brno je zaměstnáno celkem 544 zaměstnanců. Z toho je 153 příslušníků justiční stráže a 281 příslušníků vězeňské stráže. Občanských zaměstnanců je ve věznici systematizováno 110 a pro zdravotnický personál 121 pracovních míst.
V roce 1997 v objektu Vazební věznice Brno zahájila provoz vězeňská nemocnice s rehabilitačním, specializovaným (interním, infekčním, jednotkou intermediální péče a oddělením následné lékařské péče) a psychiatrickým pavilonem. Kapacita vězeňské nemocnice je 131 lůžek. Od 1. ledna 2009 začal v objektu vazební věznice Brno fungovat Ústav zabezpečovací detence určený zejména pro psychicky narušené pachatele závažné trestné činnosti, kteří nebyli v době spáchání trestného činu příčetní, avšak pro ochranu společnosti je nezbytná jejich důsledná izolace. 
Od 15. září 2005 se Vazební věznice Brno rozrostla o nový objekt v Rapoticích asi 30 km západně od Brna. Jde o rozsáhlý areál o rozloze téměř 100 hektarů, který sloužil až do roku 2003 jako protiletadlová raketová základna Armády ČR. První odsouzení se zařazením v dohledu se do objektu nastěhovali počátkem září 2006 a jsou zde zaměstnáni například v nádvorní četě, úklidové četě, v kuchyni nebo v údržbě. Areál disponuje jak ubytovacím blokem a administrativní budovou s ošetřovnou, jídelnou, tělocvičnou a kulturním sálem. Od poloviny roku 2007 je k dispozici pro služební přípravu také nová venkovní střelnice. Rozsáhlý areál nabízí do budoucna další možnosti využití skladů, bývalých bunkrů apod. V říjnu 2007 se v objektu zahájily rozsáhlé stavební práce, které mají zajistit, aby odsouzení v dozoru mohli postupně naplňovat objekt věznice s kapacitou 450 míst.
Odsouzení, kteří jsou zařazeni do výkonu trestu s dozorem a ostrahou, pracují v provozech vazební věznice. Zájmová činnost je vyhrazena na dobu osobního volna a v nabídce je široká škála kroužků. Jde například o kroužek jazykový, akvaristický, modelářský, sportovní, divadelní a kuchařský. Nabídka zájmových aktivit se stále rozšiřuje. 
Do vazební věznice docházejí zástupci církví. Jeden den v týdnu se věnuje obviněným a odsouzeným kaplan vězeňské duchovenské péče. Aktivní činnost vyvíjí sdružení Podané ruce, které v rámci projektu Drogové služby ve vězení oslovuje uživatele drog a nabízí jim pomoc. 